# Bellevuebugten
Bellevuebugten er et boligområde ved Bellevue Strand nord for København. Området er domineret af boligkomplekset Bellavista tegnet af arkitekten Arne Jacobsen.